# Ottmar Mergenthaler
Ottmar Mergenthaler né le 10 ou le  11 mai 1854 à Bad Mergentheim-Hachtel (royaume de Wurtemberg, Confédération germanique) et mort le 28 octobre 1899 à Baltimore (Maryland) est un inventeur allemand qui a été appelé « Le second Gutenberg » pour son invention de la Linotype en 1885 qui a révolutionné le domaine de l’impression.

## Biographie
Ottmar Mergenthaler naît dans le royaume de Wurtemberg, troisième enfant d’un maître d’école. Il suit un apprentissage d’horloger avant de partir pour Baltimore en 1872 où il est naturalisé citoyen des États-Unis d'Amérique en 1878.
Son invention de la Linotype permet l’expansion de l’impression de journaux qui, avant cela, ne pouvaient guère dépasser huit pages. Ottmar Mergenthaler meurt de tuberculose à Baltimore en 1899 à l’âge de 45 ans.
C’est dans cette ville que s’ouvre en 1953 une école supérieure à son nom, la Mergenthaler Vocational Technical High School (plus connue sous le nom de MERVO). Une partie de l’université Johns-Hopkins porte son nom, construite en 1940-1941 grâce à une donation de son fils et de sa belle-fille.